# Quadricalcarifera charistera
Quadricalcarifera charistera är en fjärilsart som beskrevs av West. 1932. Quadricalcarifera charistera ingår i släktet Quadricalcarifera och familjen tandspinnare. Inga underarter finns listade.